# Hydnoceras
Hydnoceras is een geslacht van uitgestorven sponzen, dat leefde van het Laat-Devoon tot het Carboon.

## Beschrijving
Deze twintig centimeter hoge glasspons was dunwandig en vaasvormig. Het skelet was samengesteld uit een rechthoekig netwerk van spiculae. Op de overlangse plooien bevonden zich knopvormige verdikkingen. Dit geslacht kwam algemeen voor op alle diepten van de oceaan.
Exemplaren van Hydnoceras zijn meestal ongeveer 8,375 inch lang en ongeveer 3,5 inch breed. Acht uitgesproken richels lopen langs de lengte van de spons naar beneden en worden doorkruist door horizontale richels, waardoor conische zwellingen op kruispunten ontstaan. De volledige oppervlakken van Hydnoceras-fossielen zijn typisch bedekt met grove en fijne rechthoekige patronen van smalle, draadachtige richels. De draadachtige richels worden geproduceerd als gevolg van de manier waarop deze sponzen gewoonlijk verstarren. Exemplaren van Hydnoceras fossiliseren als interne vormen van het eigenlijke sponsskelet, en de rechthoekige roosterachtige richels zijn een afdruk van het sponsskelet.

## Verspreiding
Fossielen van Hydnoceras-sponzen zijn gevonden in rotsformaties in de Verenigde Staten, voornamelijk in New York, Pennsylvania en West Virginia.

## Ecologie
Soorten van Hydnoceras waren suspensievoeders en bleven waarschijnlijk hun hele leven aan een enkel substraat vastzitten, zoals typerend voor een spons. In tegenstelling tot moderne glassponzen, die doorgaans in diepzee-omgevingen leven, leefden deze sponzen in de hele zeewaterkolom.